# Вікі любить пам'ятки
«Вікі любить пам'ятки» (англ. Wiki Loves Monuments) — щорічний міжнародний фотоконкурс, який проходить протягом вересня. Учасники фотографують історичні пам'ятки і об'єкти культурної спадщини у своєму регіоні і завантажують їх на Вікісховище. Метою заходу є висвітлення культурно-історичної спадщини країн-учасниць.
Вперше конкурс відбувся в Нідерландах у 2010. У 2012 році конкурс вийшов за межі Європи і в ньому взяло участь 35 країн.

## Історія

35 країн-учасниць у 2012

Ініціатива проведення конкурсу Wiki Loves Monuments належить нідерландським вікіпедистам, які 2010 року запропонували сфотографувати 50 тисяч пам'яток Нідерландів.
Протягом вересня на Вікісховище було завантажено більше 12 тисяч фотографій нідерландських пам'яток, найкращою з яких була визнана фотографія фасаду будинку по вулиці Vijzelstraat, 31, в Амстердамі, зроблена користувачем Rudolphous. Цей же користувач був визнаний найактивнішим конкурсантом — спеціально для конкурсу він сфотографував 1371 об'єкт.
Наступного року ініціативу нідерландців підхопили 18 країн, серед яких — Польща, Росія та Румунія. Тоді в конкурсі взяли участь понад 5000 учасників і завантажили 168 тисяч фотографій. Конкурс проводився у два тури — національний і міжнародний. До міжнародного туру було обрано 169 фотографій пам'яток, а найкращою була визнана фотографія монастиря К'яжна на околицях Бухареста, зроблена взимку румунським користувачем Mihai Petre. Тисячі конкурсних фотографій були розміщені на сторінках Вікіпедії у статтях про відповідні населені пункти або статтях про відповідні пам'ятки. В жовтні 2012 року конкурс Wiki Loves Monuments — 2011 визнаний Книгою рекордів Гіннеса найбільшим фотоконкурсом у світі.
2012 року географія конкурсу охопила 35 країн світу з 4 континентів. Серед країн колишнього СРСР це — Білорусь, Естонія, Росія і Україна. В базі даних конкурсу було зібрано понад 800 тисяч пам'яток, які пропонувалися учасникам конкурсу. Найкращою фотографією було вибрано знімок гробниці Сафдарджанґа (Делі, Індія).
2013 року у конкурсі взяли участь 50 країн, було завантажено понад 370 тисяч світлин.

## Галерея переможців міжнародного етапу

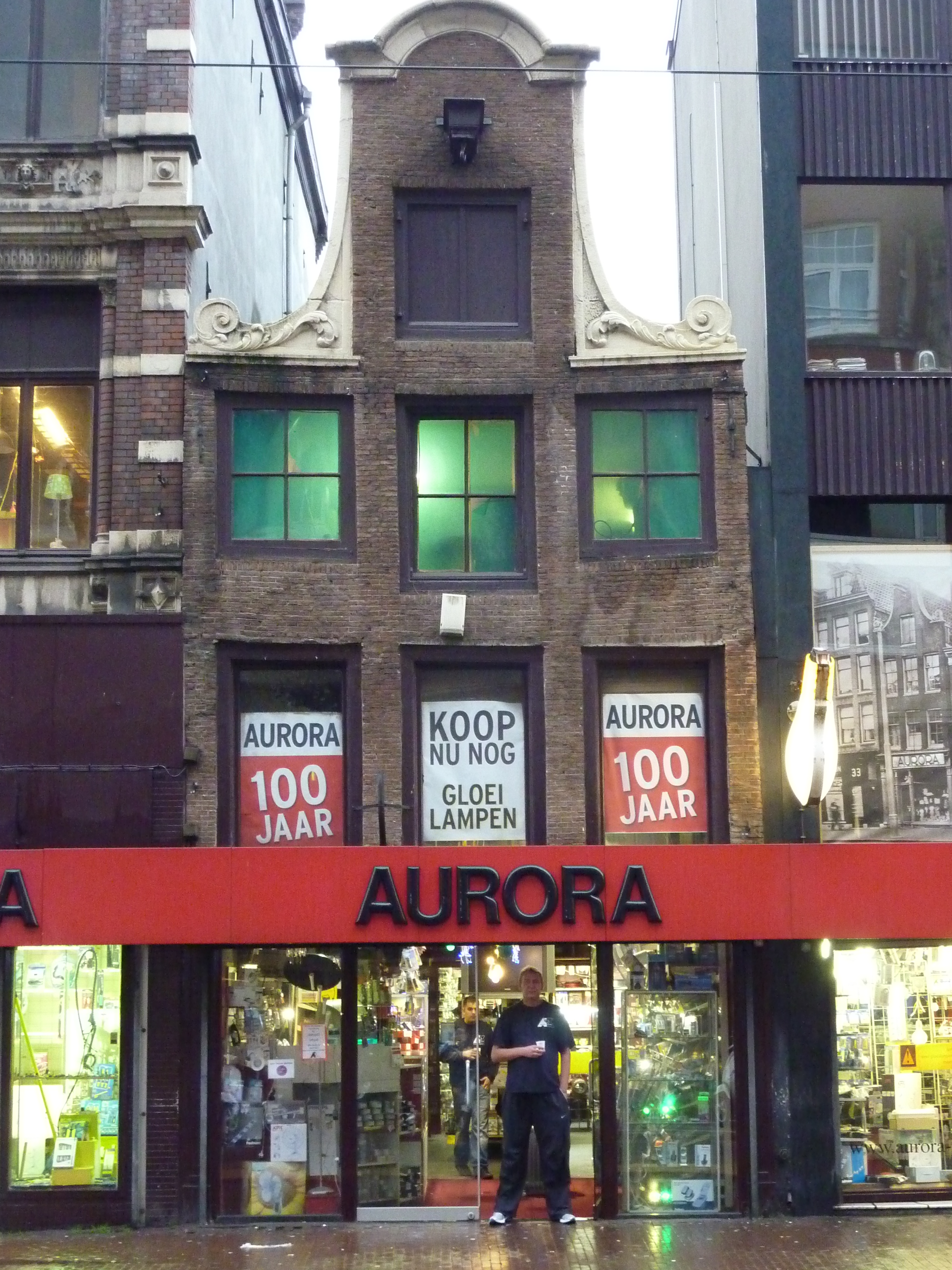
Фотографія-переможець 2010 року (відбувався тільки в Нідерландах)
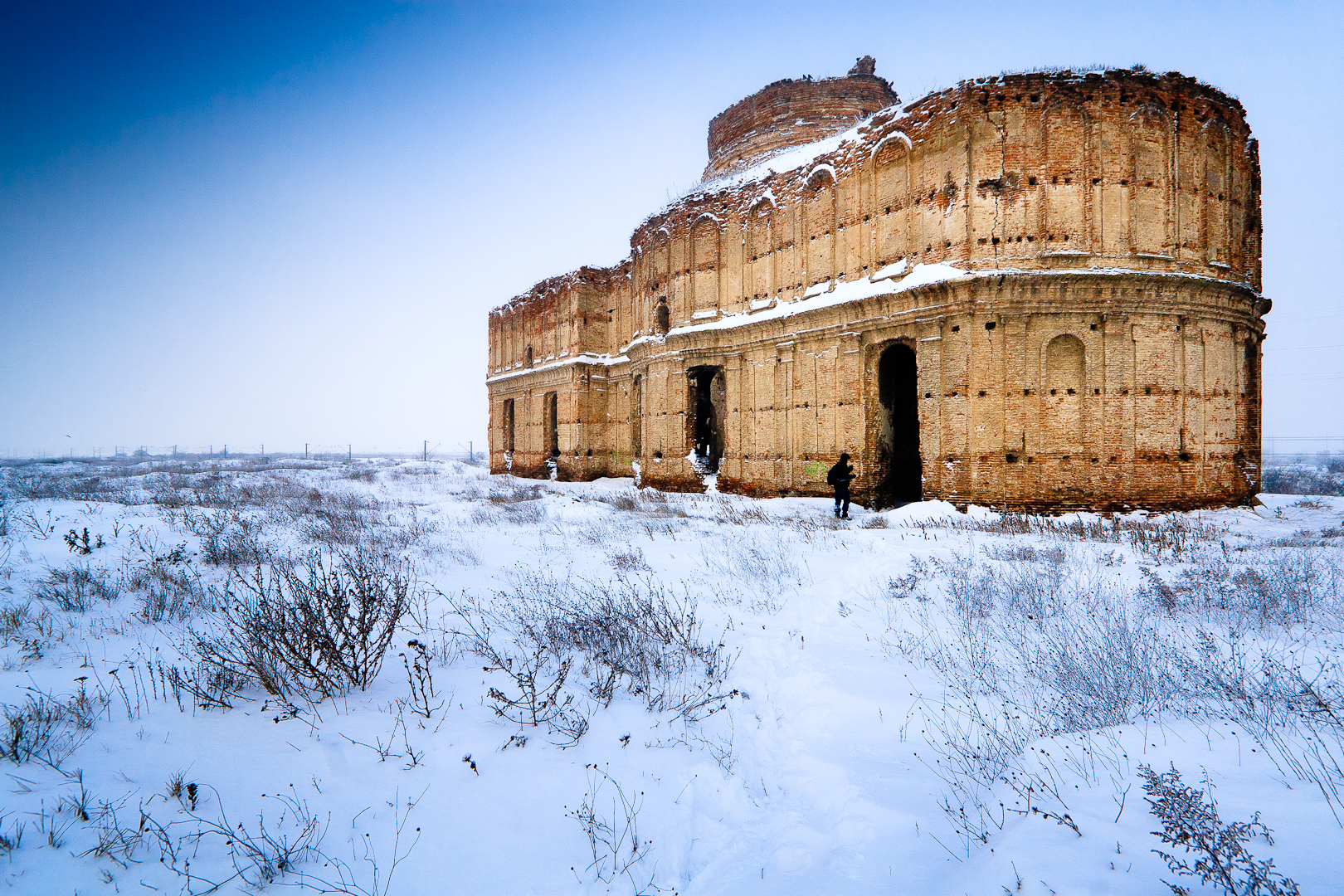
Фотографія монастиря К'яжна — переможець 2011 року
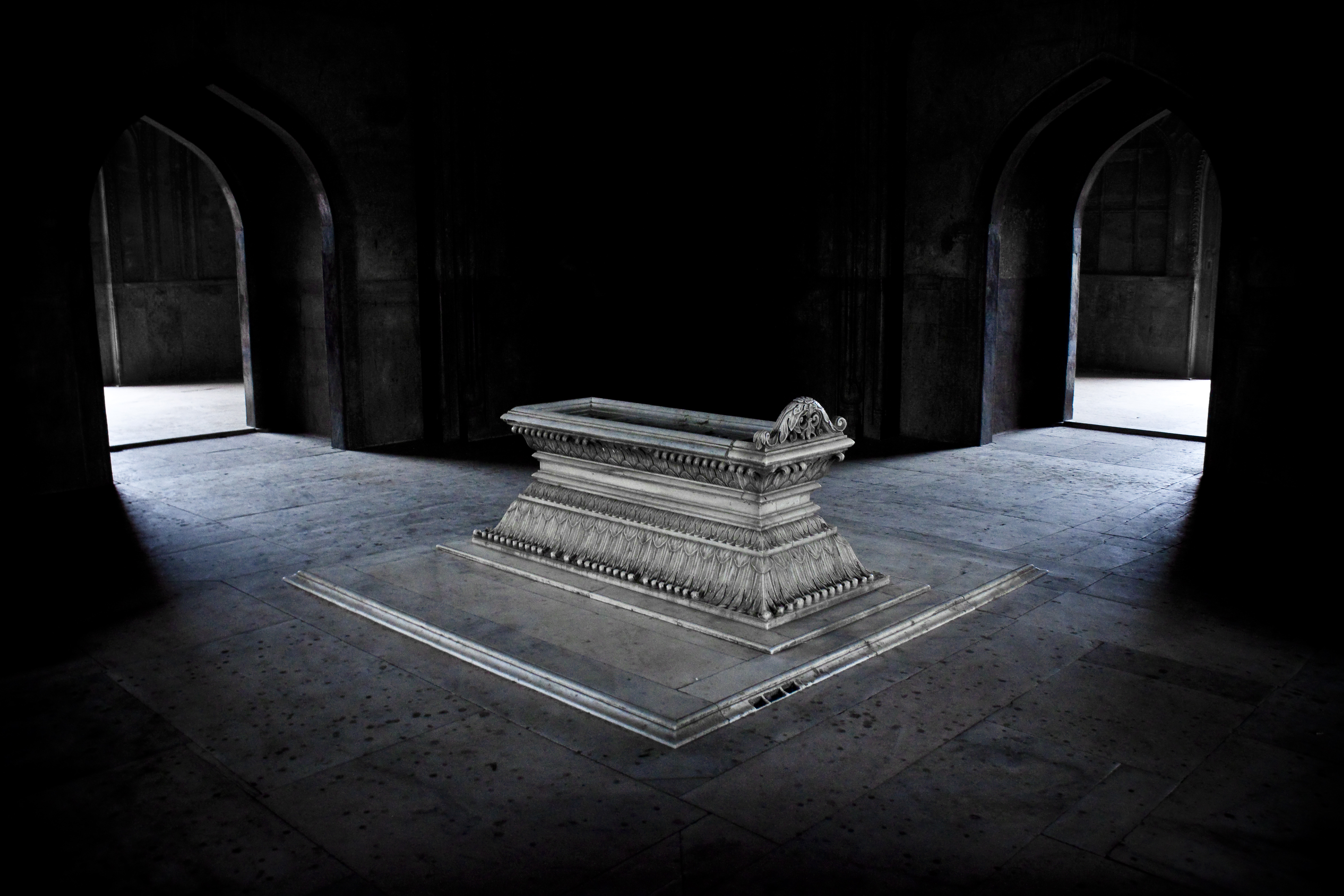
Фотографія гробниці Сафдарджанґа — переможець 2012 року
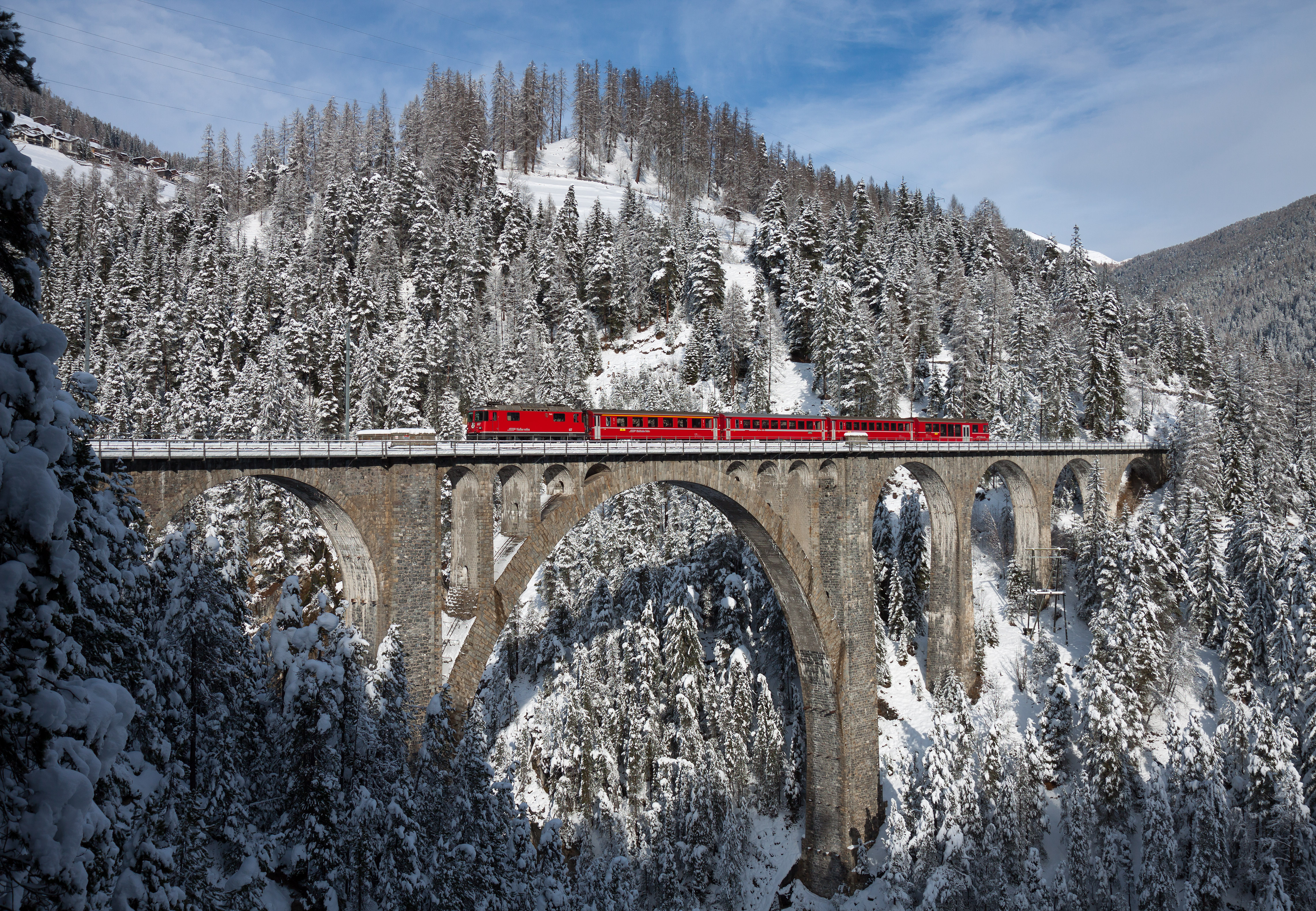
Двотактний поїзд Ретійської залізниці з локомотивом Ge 4/4 II проходить Візенським мостом — переможець 2013 року
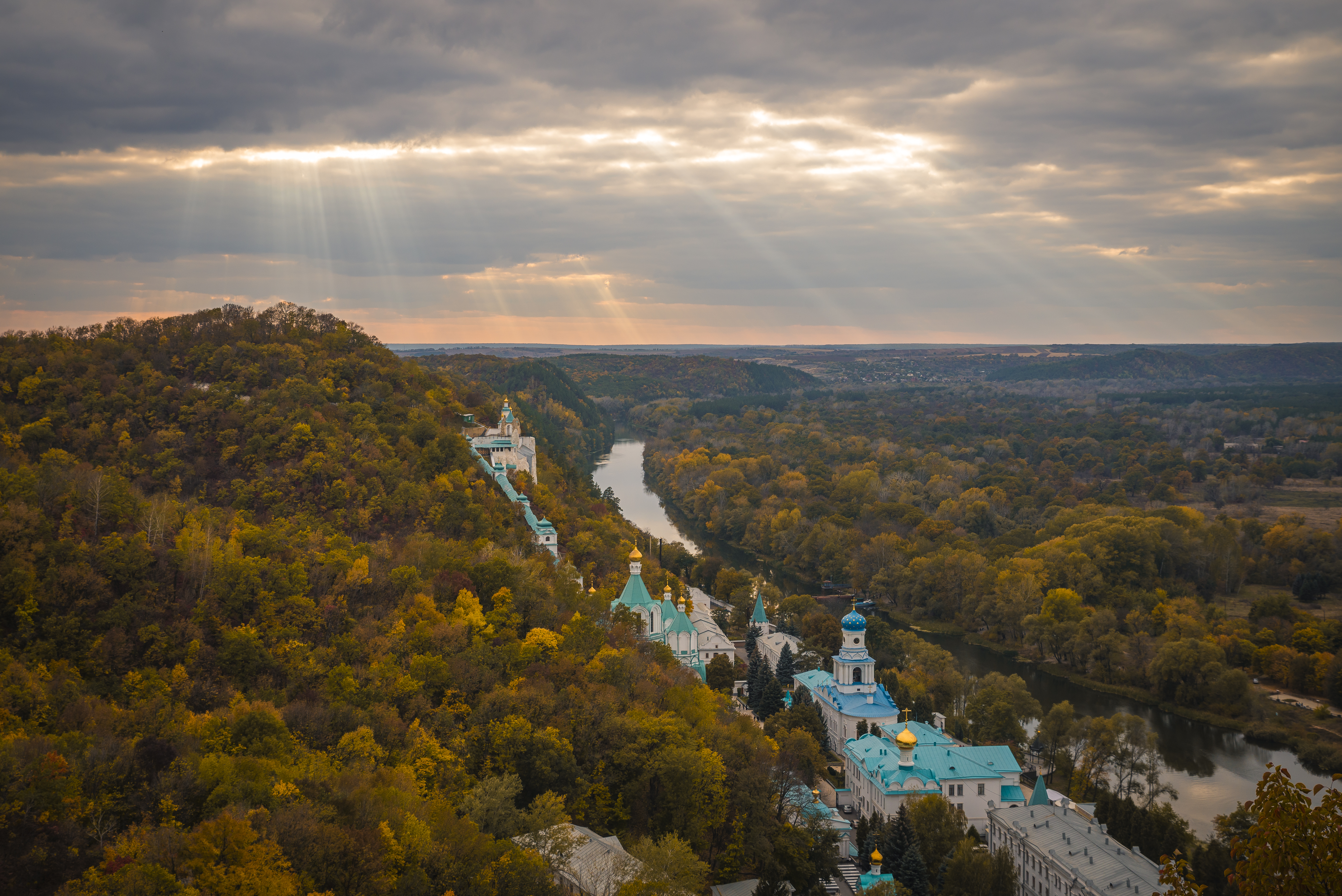
Фотографія Святогірської лаври — переможець 2014 року
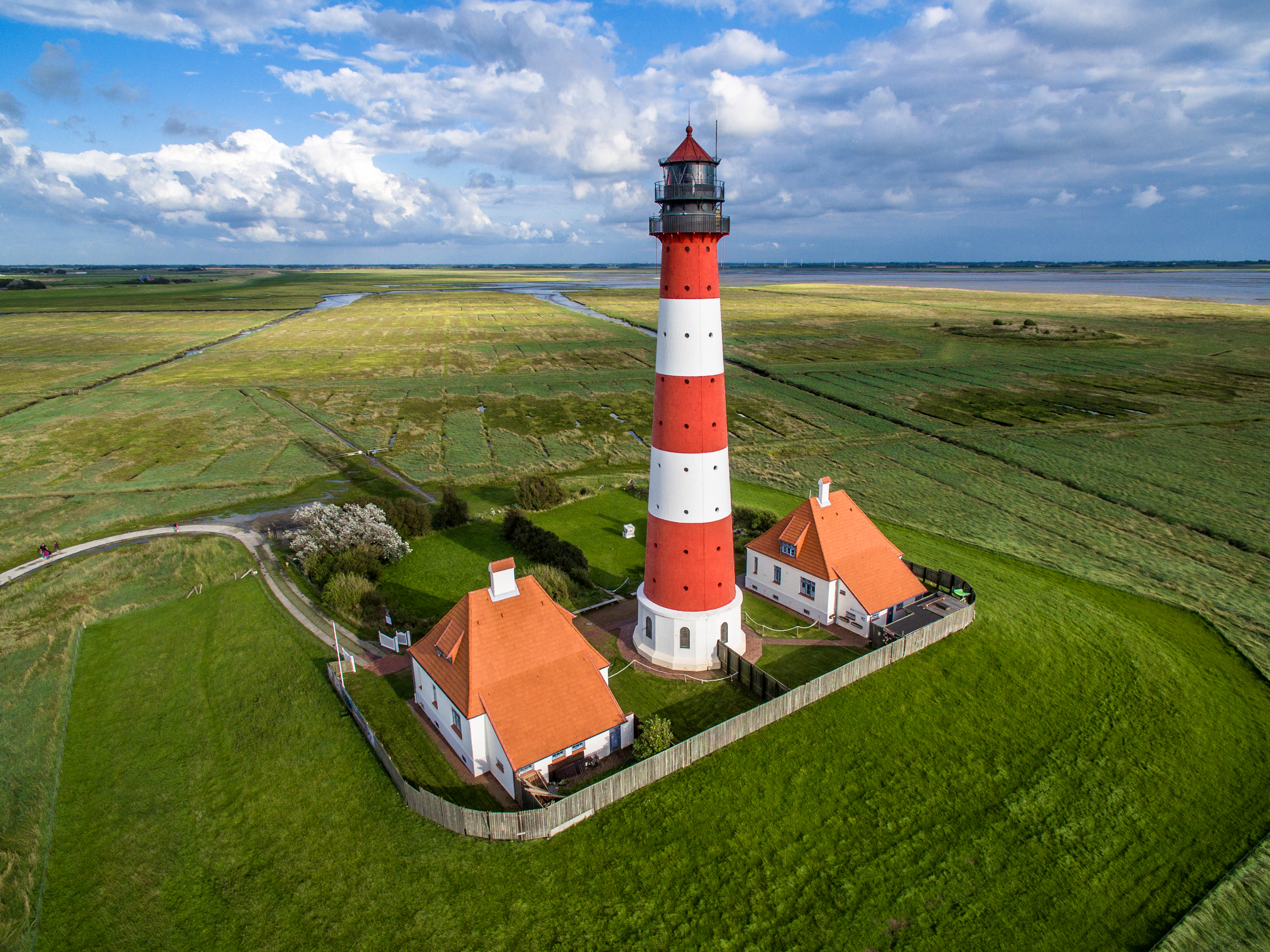
Аерофотозйомка Вестерхеферського маяка, Шлезвіг-Гольштейн, Німеччина — переможець 2015 року
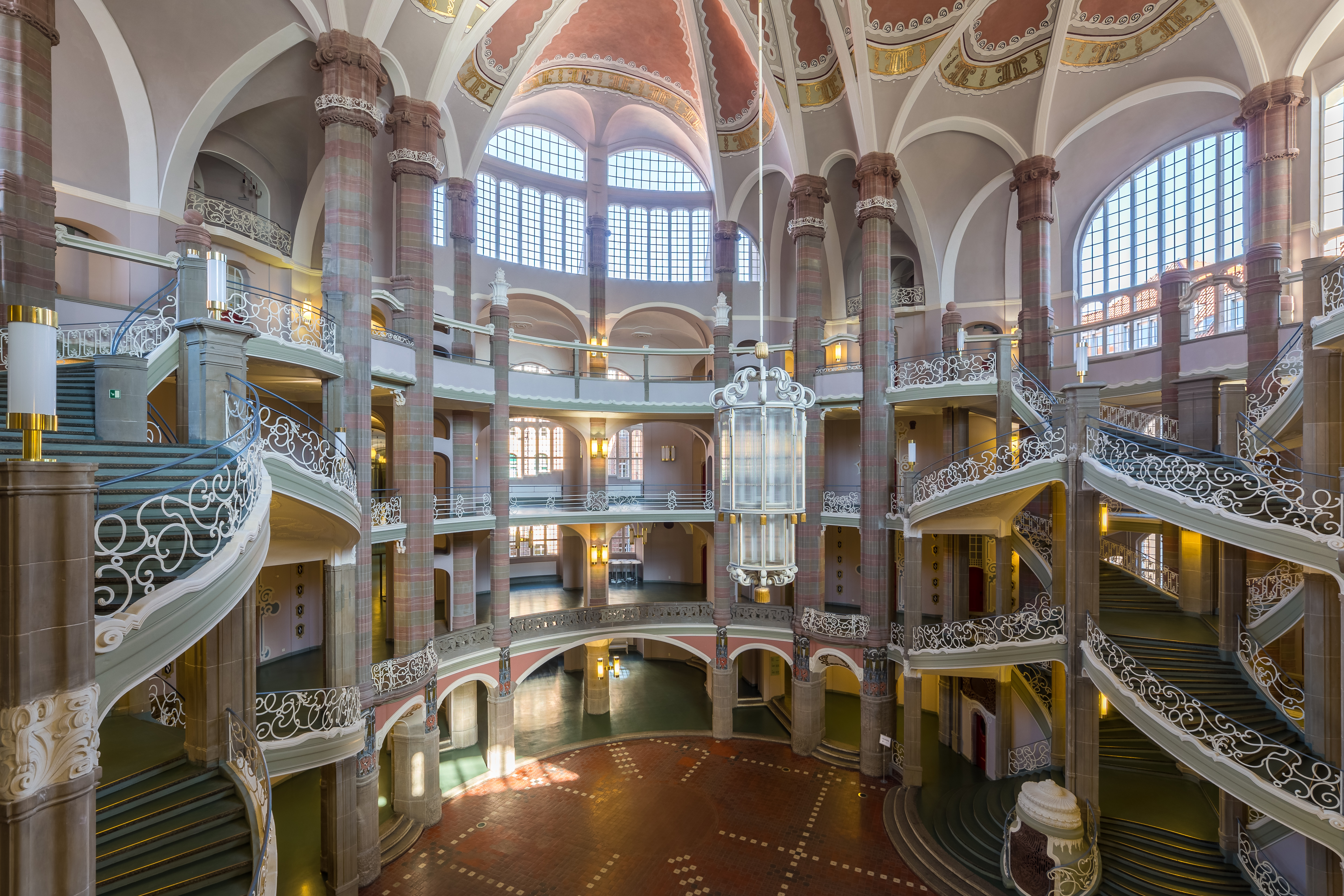
Вестибюль і повітряні сходи місцевого суду в Берліні, Німеччина — переможець 2016 року
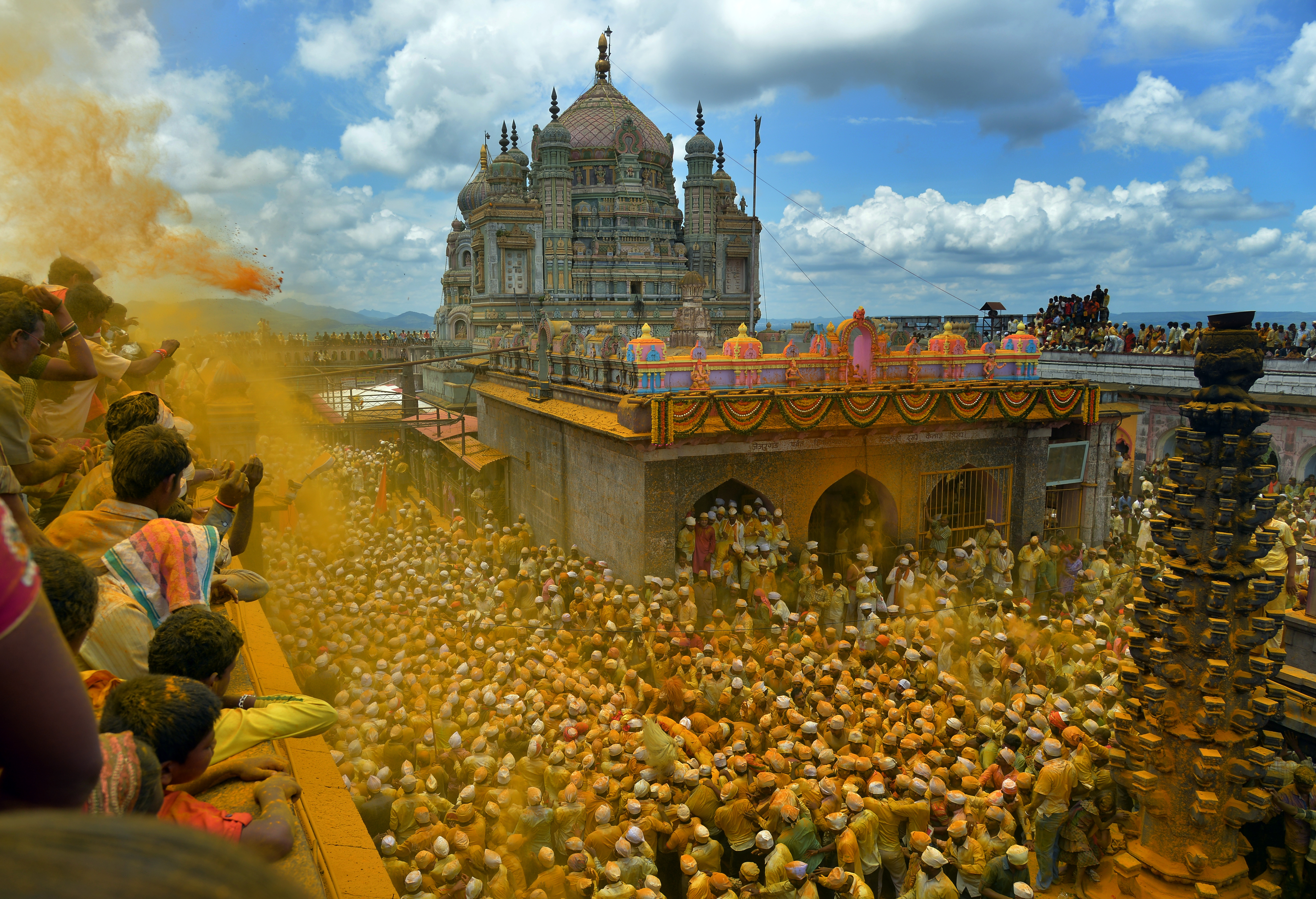
Віряни-індуїсти обсипаються куркумою. Храм Хандоби, містечко Джеджурі, штат Махараштра, Індія — переможець 2017 року
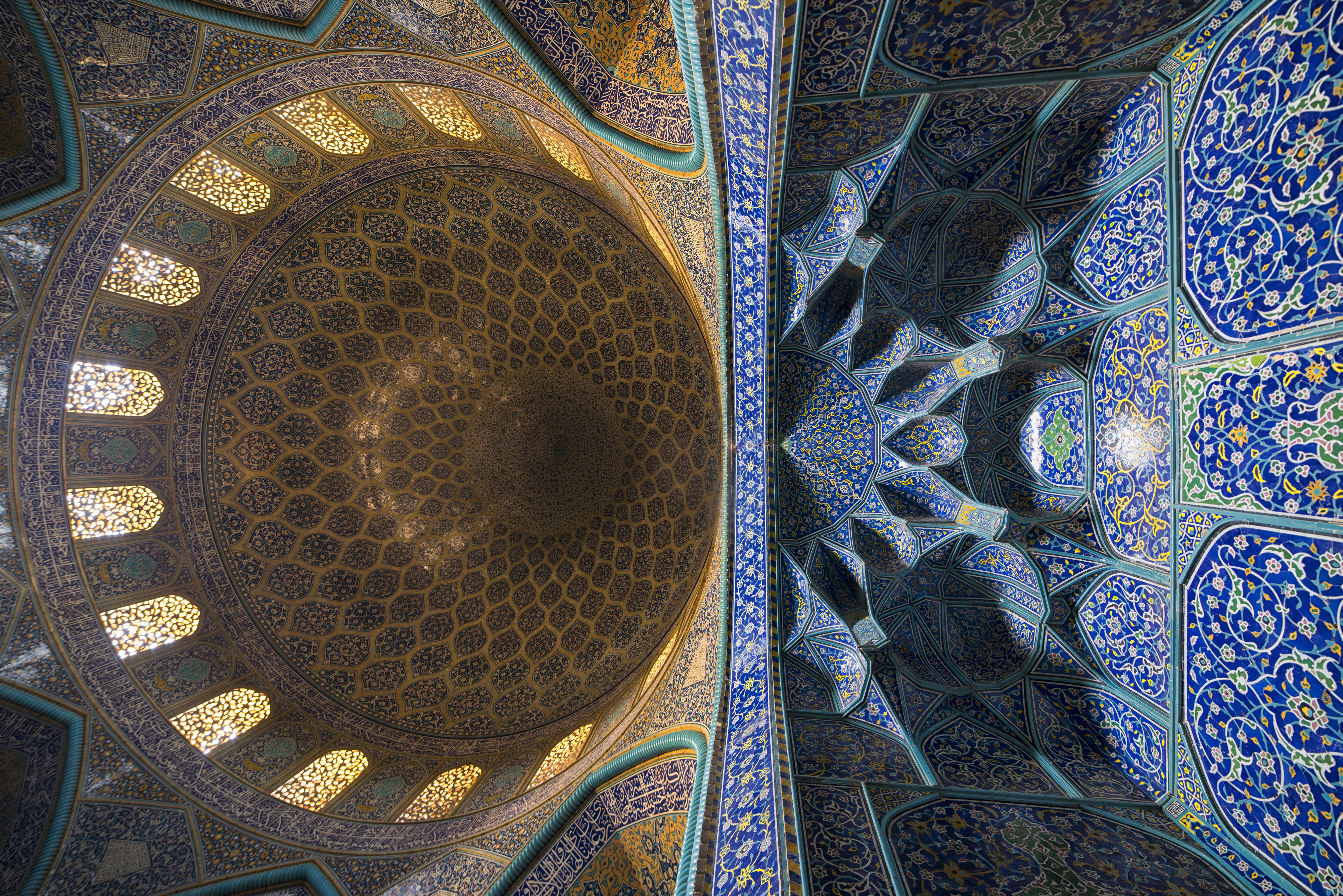
Мечеть Шейха Лютфалли. Ісфахан, Іран — переможець 2018 року
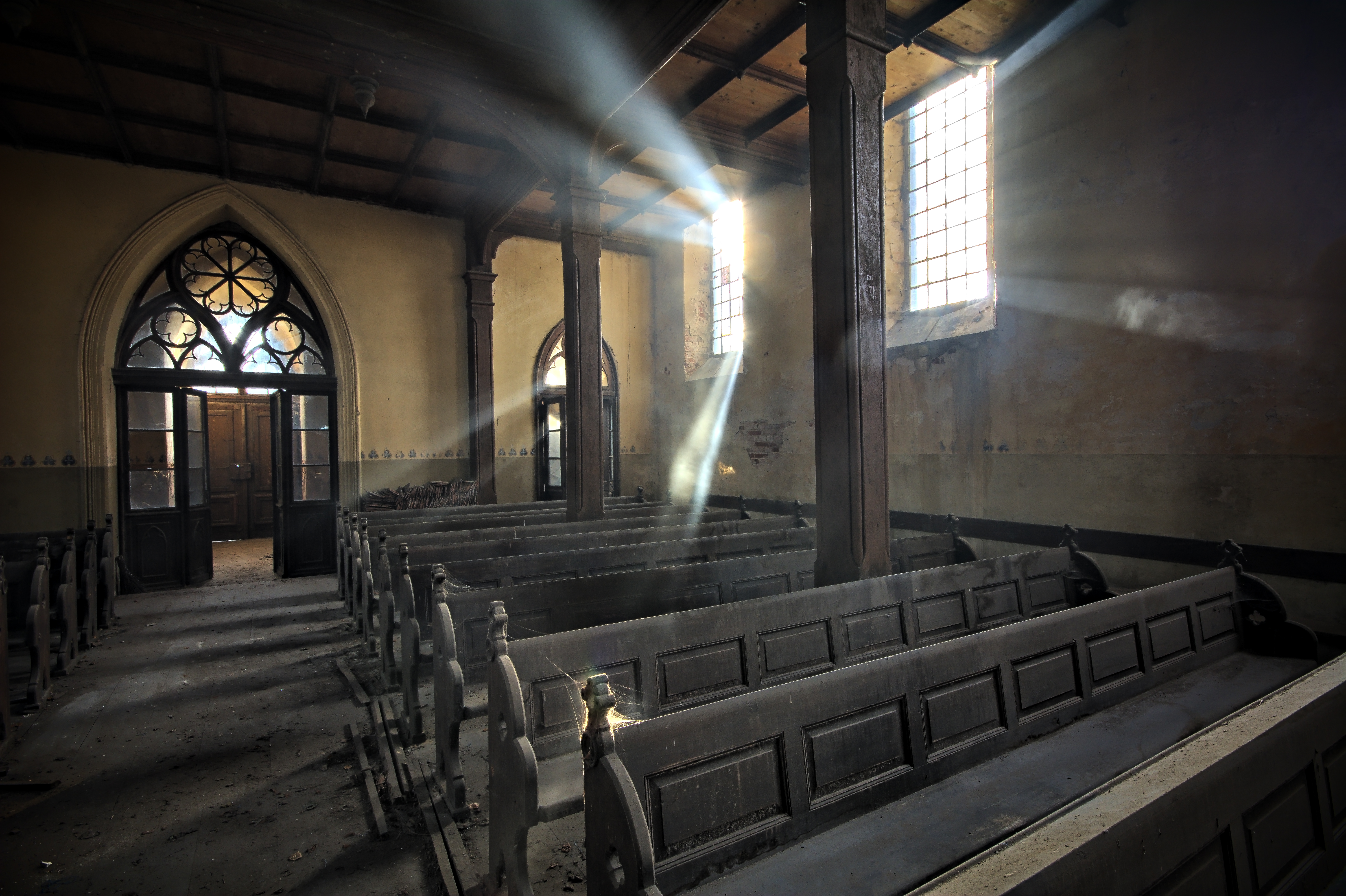
Покинута церква у місті Ставішин, Польща — переможець 2019 року
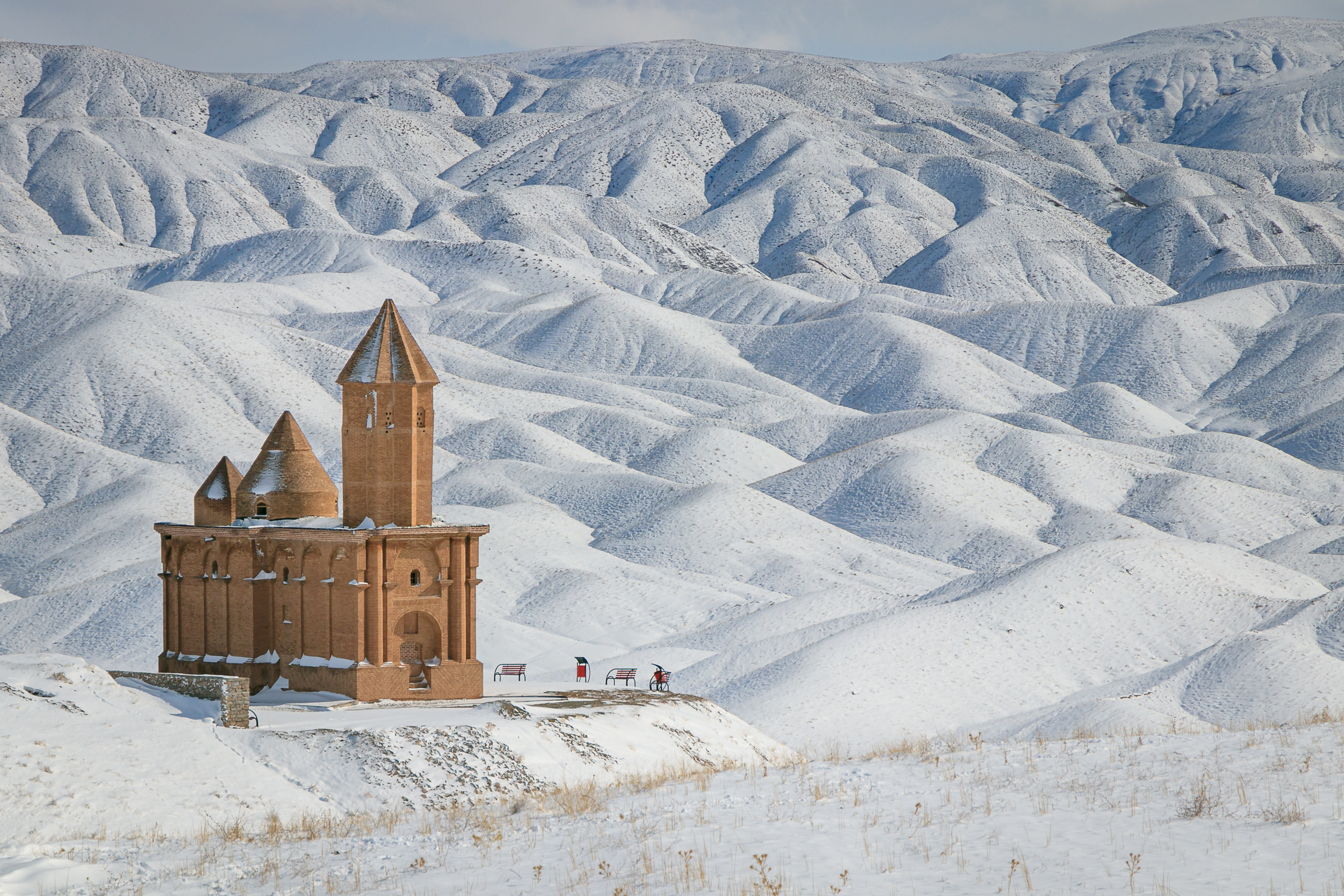
Церква Святого Івана, Сорол, Іран — переможець 2020 року
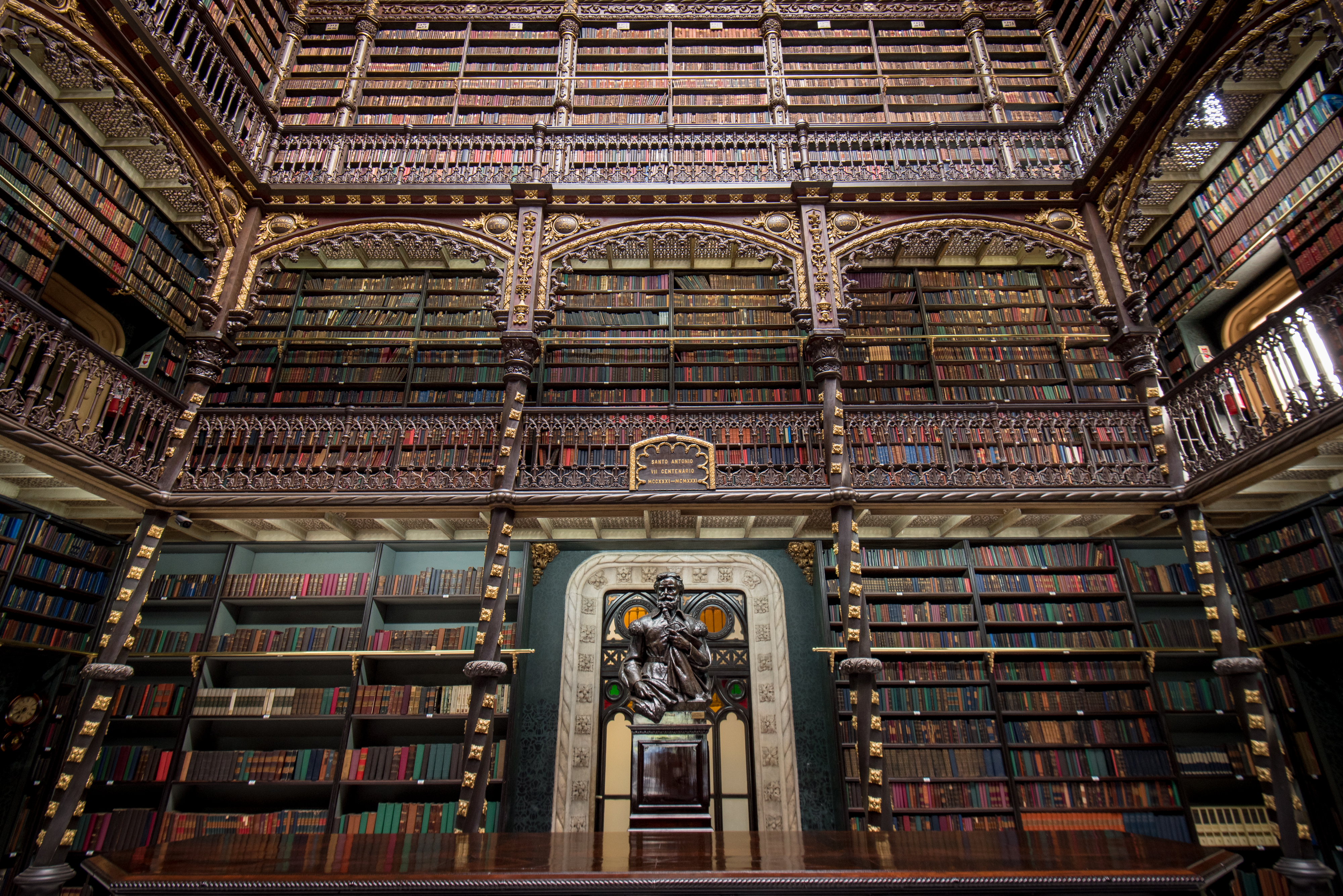
Португальська королівська читальня, Ріо-де-Жанейро, Бразилія — переможець 2021 року

## Конкурс в Україні
Протягом всіх років проведення конкурсу в Україні його організаторами станом на 12 липня 2020 зібрано і опубліковано електронну базу пам'яток із 89 239 об'єктів (елементів).
Із них 34 946 (39 %) сфотографовано, всього завантажено понад 281 000 фотографій пам'яток.
Станом на 2017 найбільша частка сфотографованих пам'яток — у Києві (із 3853 пам'яток сфотографовано 3484, або 90 %), а найменша — у Дніпропетровській області (із 5462 пам'яток сфотографовано 618, або 11 %)

### 2012
Вікісховище має мультимедійні дані за темою: Вікі любить пам'ятки 2012 в Україні
Для отримання переліку пам'яток культурної спадщини Вікімедіа Україна звернулась до Міністерства культури України, а також обласних управлінь культури. З різних джерел організатори конкурсу зібрали і склали перелік із 41 466 пам'яток (1/3 від очікуваної кількості) з усіх куточків України, найбільше — з Києва, Одеси, Львівської області, Харкова та Криму.
В процесі підготовки і проведення конкурсу в Україні:
- Для 5 827 пам'яток встановлено географічні координати.
- Сфотографовано і завантажено для вільного використання 33 177 світлин пам'яток.
- Сфотографовано 7 125 пам'яток (17.18 % від складеного списку).
- Взяли участь 648 учасників.
- Учасниками конкурсу були запропоновані до включення в перелік сотні нових пам'яток.

За числом завантажених зображень Україна посіла четверте місце серед 36 країн-учасниць.
Серед партнерів конкурсу — київський культурно-освітній центр «Майстер Клас», у приміщеннях якого проведені засідання журі конкурсу, церемонія нагородження переможців та виставка робіт-переможців.
Перше місце в українській частині конкурсу зайняла фотографія Троїцького монастиря у Чернігові.
У грудні 2012 побачив світ альбом найкращих фотографій конкурсу «Вікі любить пам'ятки — 2012» в Україні.

### 2013
Вікісховище має мультимедійні дані за темою: Вікі любить пам'ятки 2013 в Україні
Цього року конкурс проходив за підтримки Міністерства культури України.
У ході «Вікі любить пам'ятки 2013» в Україні було завантажено 35 710 фотографій 9 473 пам'яток, у конкурсі взяли участь 604 учасники. За числом завантажених зображень Україна посіла третє місце серед 52 країн-учасниць. Церемонія нагородження відбулася 9 листопада 2013 у «Шоколадному будинку». Перше місце посіла фотографія Миколаївської церкви Святогірської лаври.
У червні 2014 року вийшов друком фотоальбом «Вікі любить пам'ятки — 2013».

### 2014
Вікісховище має мультимедійні дані за темою: Вікі любить пам'ятки 2014 в Україні
У 2014 році конкурс тривав із 15 вересня по 15 жовтня. На конкурс було завантажено понад 47 тисяч фотографій, що є першим місцем за кількістю фотографій серед 41 країни-учасниці міжнародного конкурсу. На фотографіях зображено понад 14 тисяч пам'яток України зі списку пам'яток, який був розширений до понад 70 тис. елементів.
Церемонія нагородження переможців відбулася 29 листопада 2014 в Музеї Івана Гончара. Найкращою роботою фотоконкурсу визнано фото Олександра Левицького і Дмитра Шаматажі — розписи Іллінської церкви Свято-Іллінського чоловічого монастиря в Одесі.
2015 року вийшов друком фотоальбом «Вікі любить пам'ятки — 2014».

### 2015
Вікісховище має мультимедійні дані за темою: Вікі любить пам'ятки 2015 в Україні
В українській частині конкурсу було завантажено найбільше фото серед всіх країн-учасниць — понад 41 тисячу фотографій більше 14-ти тисяч об'єктів культурної спадщини. 3334 пам'ятки були сфотографовані вперше. Участь у конкурсі взяли 232 автори, троє з них потрапили в десятку найактивніших завантажувачів фото у світі.
21 листопада у Національному заповіднику «Києво-Печерська Лавра» було нагороджено переможців конкурсу й відкрилася виставка найкращих робіт. На церемонії нагородження також було оголошено про старт тематичного тижня у Вікіпедії, присвяченого культурній спадщині. Тиждень ініційовано на відзначення 25-ліття включення об'єкту «Київ: Собор Святої Софії з прилеглими монастирськими спорудами, Києво-Печерська лавра» до Списку всесвітньої спадщини ЮНЕСКО.

### 2016
Вікісховище має мультимедійні дані за темою: Вікі любить пам'ятки 2016 в Україні
На конкурс було подано понад 36 тисяч фото 259 авторів. Кількість авторів більша, ніж торік, окрім того 45 % учасників зареєструвалися після початку конкурсу, себто навмисне для участі в ньому.
У фотоконкурсі 2016-го було дві спеціальні номінації від партнерів. Національний музей історії України обирав переможця у спецномінації «Цивільні споруди доби гетьманщини». За підсумками обговорень переможцем стало фото підпірної стіни у Києво-Печерській лаврі, корпус № 30а. Національний історико-культурний заповідник «Софія Київська» спільно з Національною спілкою фотохудожників України відзначали найкраще фото пам'яток, що входять до складу заповідника. Організаторам спецномінації одразу припала до душі серія з чотирьох фотографій Судацької фортеці, яка також є частиною заповідника.
Церемонія нагородження переможців відбулася 3 грудня в Національному музеї історії України.

### 2017
Вікісховище має мультимедійні дані за темою: Вікі любить пам'ятки 2017 в Україні
На конкурс було подано понад 37 тисяч фото 410 авторів. Кількість фото, як і авторів більша, ніж торік, окрім того 286 (70 %) учасників зареєструвалися після початку конкурсу, себто навмисне для участі в ньому. Тобто кількість учасників (і новачків учасників) зросла майже вдвічі. Україна зайняла перше місце за кількістю фотографій.

### 2018
Вікісховище має мультимедійні дані за темою: Вікі любить пам'ятки 2018 в Україні
У 2018 році пройшов сьомий конкурс Вікі любить пам'ятки. В українській частині конкурсу було завантажено понад 21 тисячу фотографій. Подано фото більше 9 тисяч об'єктів культурної спадщини, понад 1400 пам'яток було сфотографовано вперше. Участь у конкурсі взяли понад 270 авторів, двоє з них є одними з 10-ти найактивніших завантажувачів фото у світі. Переможців нагороджено 15 грудня у Музеї Шолом-Алейхема в Києві. Церемонією нагородження також відкрилася виставка найкращих світлин конкурсу 2018 року та переможців у спеціальній номінації «Єврейська спадщина» від Української асоціації юдаїки, що тривала до 29 грудня 2018.

### 2019
Вікісховище має мультимедійні дані за темою: Вікі любить пам'ятки 2019 в Україні
Протягом вересня 2019 року ввосьме пройшов конкурс Вікі любить пам'ятки. У ньому взяли участь 48 країн. 330 учасників української частини конкурсу подали майже 32 тисячі фотографій 11 тисяч об'єктів культурної спадщини. Україна стала першою за кількістю завантажених світлин.
Спеціальні номінації:
- «Єврейська спадщина»[21], проведена вдруге. Організована за підтримки ініціативи «Українсько-єврейська зустріч» (UJE). У межах спецномінації 60 учасників завантажили майже 1200 світлин понад 350 пам’яток єврейської спадщини 25 регіонів України.
- Дебютна спецномінація «Млини»[22], започаткована Українською млинологічною асоціацією (УМА). 60 конкурсантів завантажили 851 фотографію 184 млинів.
- «Відео»[23] — ще одна спецномінація, проведена вперше. 6 учасників подали 32 відеороботи.

До списку 10 найкращих фото увійшли світлини пам'яток із Чернігівщини, Чернівецької, Житомирської, Закарпатської, Івано-Франківської областей, Криму та міста Києва. Перше місце посіло фото Густинського монастиря, розташованого у селі Густиня Прилуцького району Чернігівської області. Автором світлини є Дмитро Балховітін.
Церемонія нагородження переможців пройшла у музеї-майстерні І. П. Кавалерідзе.

У 2019 році також було організовано 12 мандрівних виставок фотографій-переможців конкурсу «Вікі любить пам'ятки» у номінаціях «Найкраще фото» за 2017 та 2018 роки, а також світлин, що перемогли у спецномінації «Єврейська спадщина». Світлини експонувались у Києві, Старобільську, Лисичанську, Покровському, Хмельницькому, Херсоні, Миколаєві, Вінниці, Одесі, Дніпрі, Знам'янці та Роздільній.

### 2020
Вікісховище має мультимедійні дані за темою: Вікі любить пам'ятки 2020 в Україні
У 2020 році Україна за кількістю фото зайняла перше місце у світі. Було завантажено більше 47 тис. фото. Окрім основного конкурсу, переможців визначали також у спеціальних номінаціях «Віа Регіа Україна», «Єврейська спадщина», «Млини» та «Відео».
Церемонія нагородження відбулася онлайн 7 лютого 2021 року.

### 2021
Вікісховище має мультимедійні дані за темою: Вікі любить пам'ятки 2021 в Україні
У 2021 році на конкурс учасники подали понад 25300 світлин та відео пам'яток культури України. Окрім основного конкурсу, цього року проходили спеціальні номінації «Віа Регіа Україна», «Єврейська спадщина», «Млини», «Пам'ятки Подесення», «Квіти України», «Пам'ятки національно-визвольної боротьби», «Відео» та «Аерофото».
Церемонія нагородження переможців відбулася онлайн на платформі Zoom 20 лютого 2022 року.

## Галерея переможців українських етапів

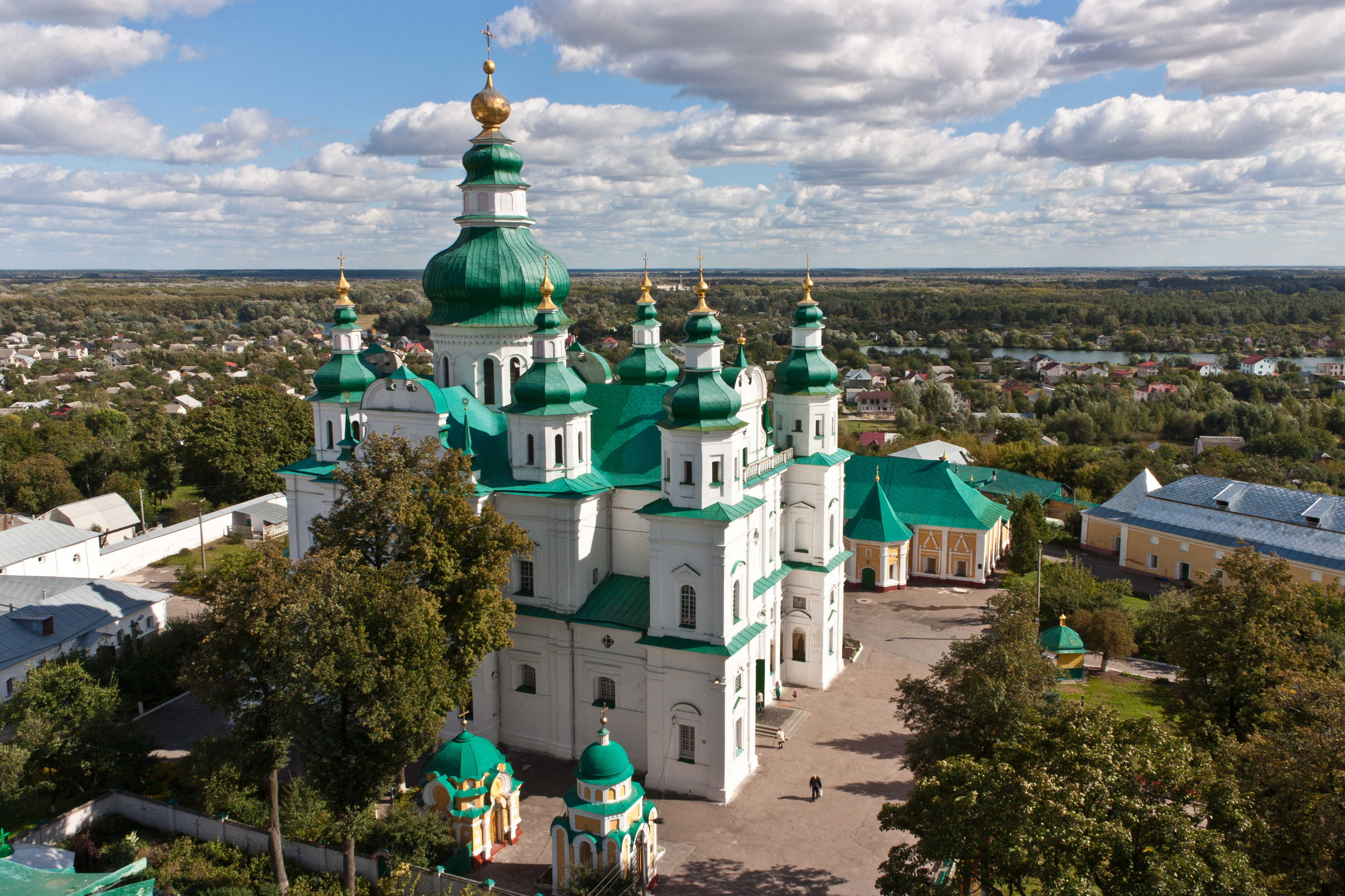
Фотографія Троїцького монастиря в Чернігові — переможець 2012 року в Україні
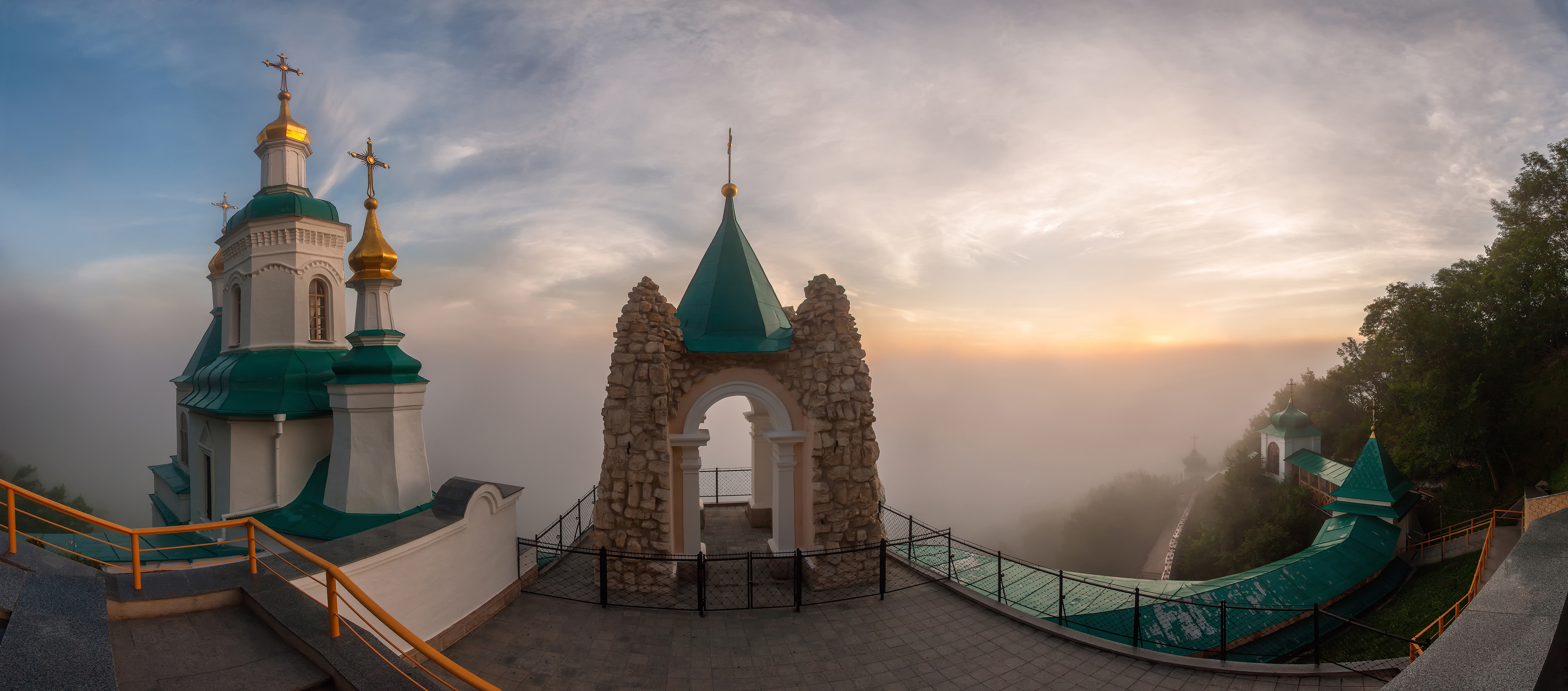
Фотографія Миколаївської церкви Святогірської лаври — переможець 2013 року в Україні
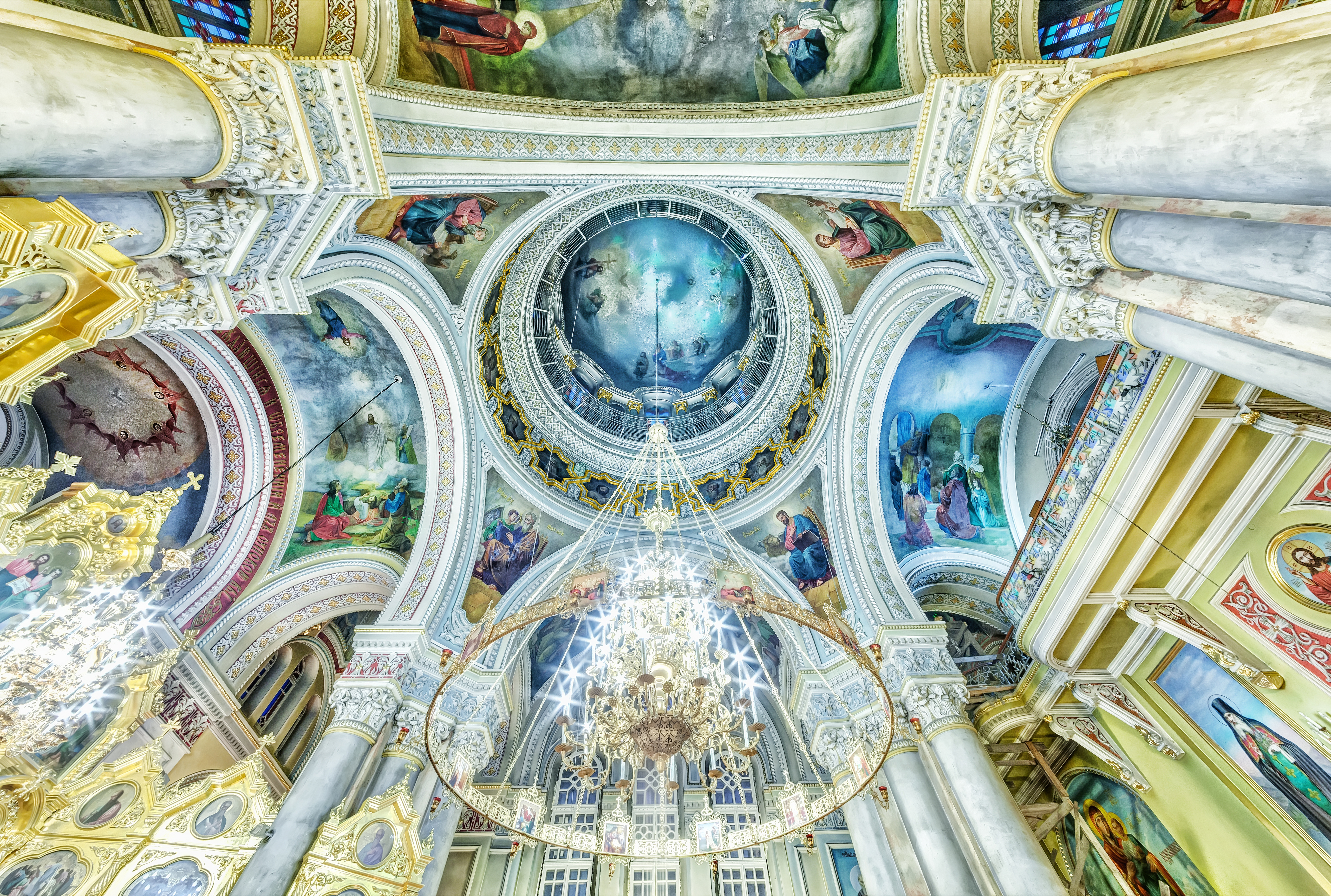
Фотографія розписів Іллінської церкви Свято-Іллінського чоловічого монастиря в Одесі — переможець 2014 року в Україні
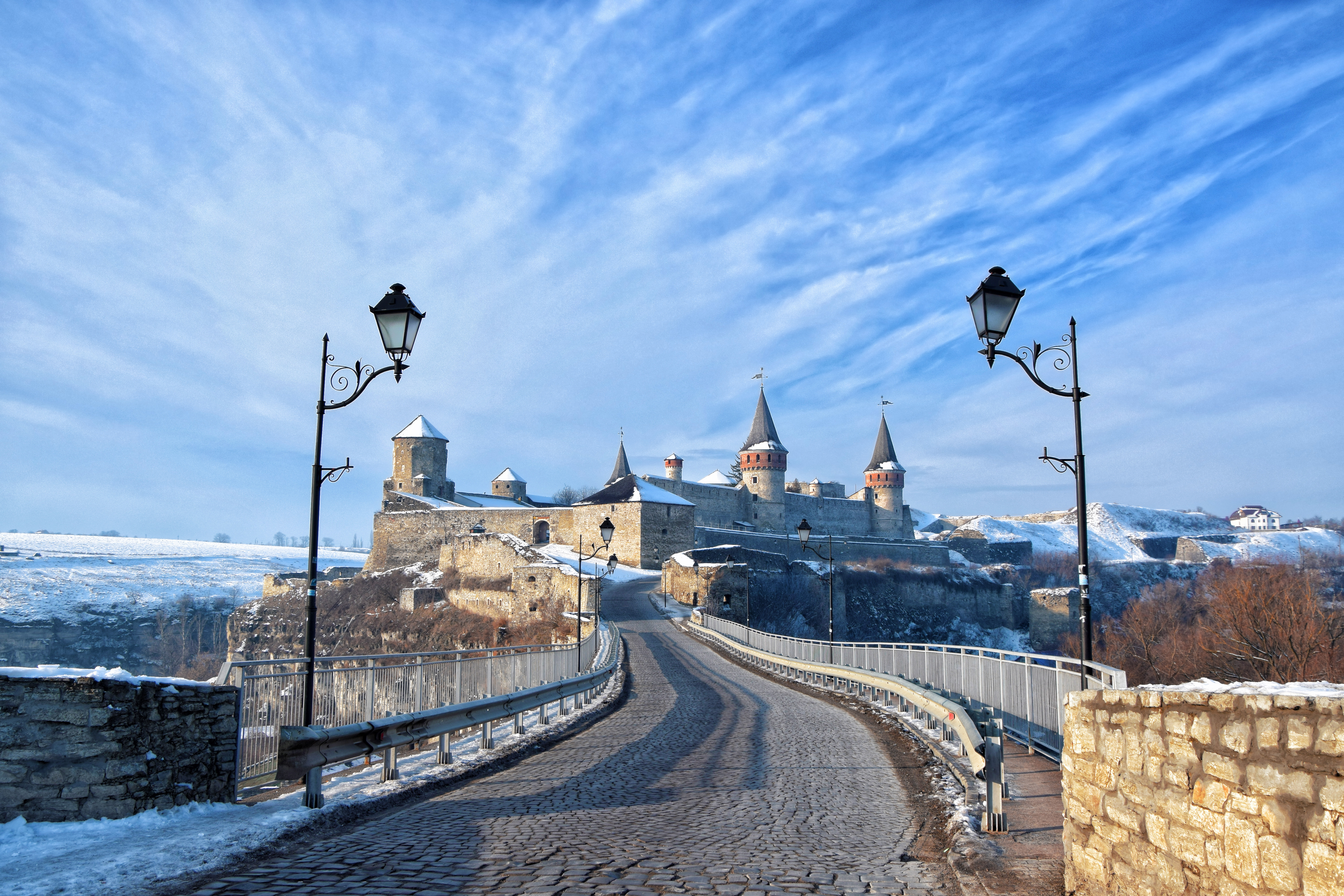
Комплекс Кам'янець-Подільської фортеці, Хмельницька область — переможець 2015 року в Україні
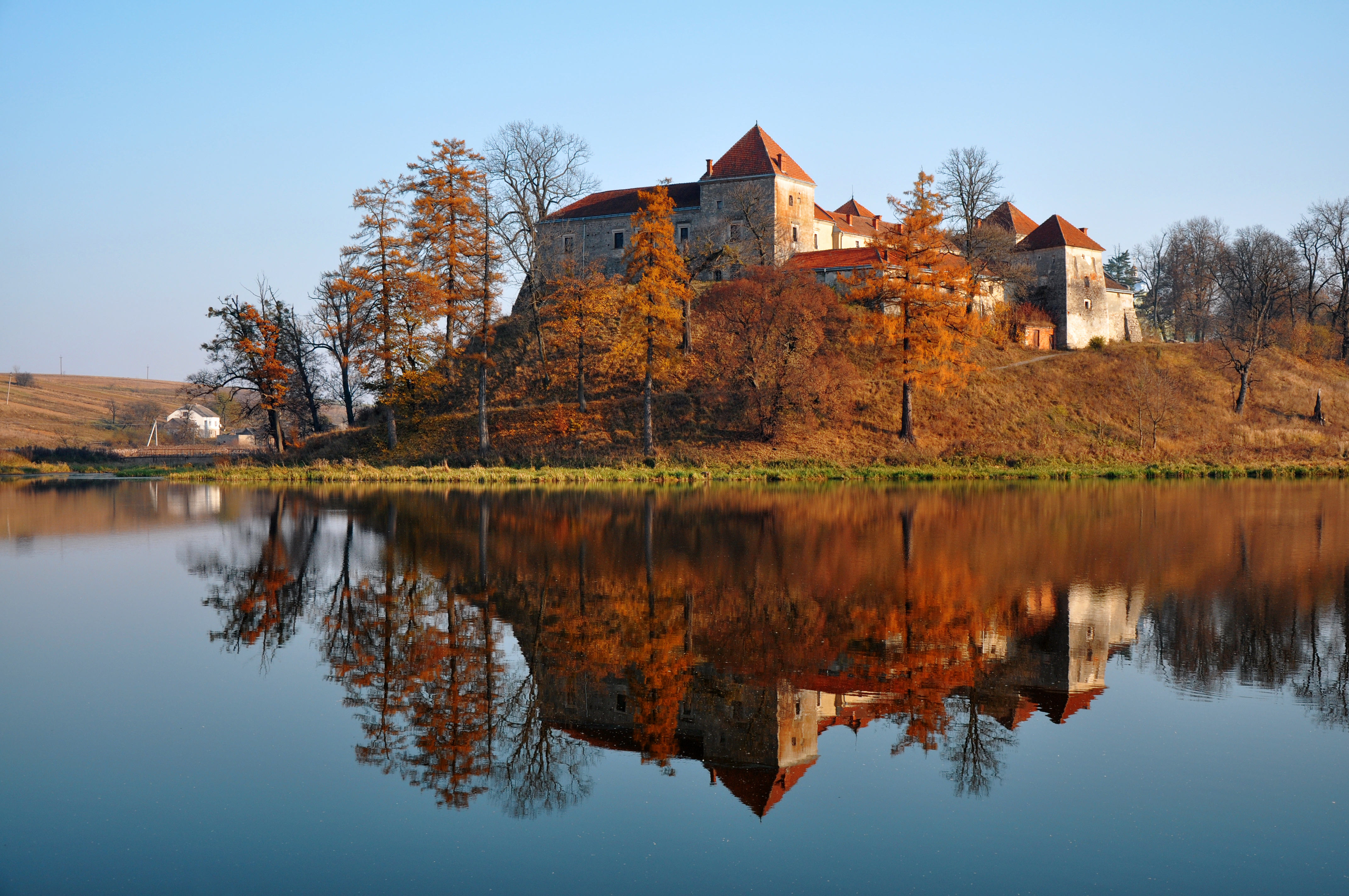
Свірзький замок (Львівська область) — переможець 2016 року в Україні
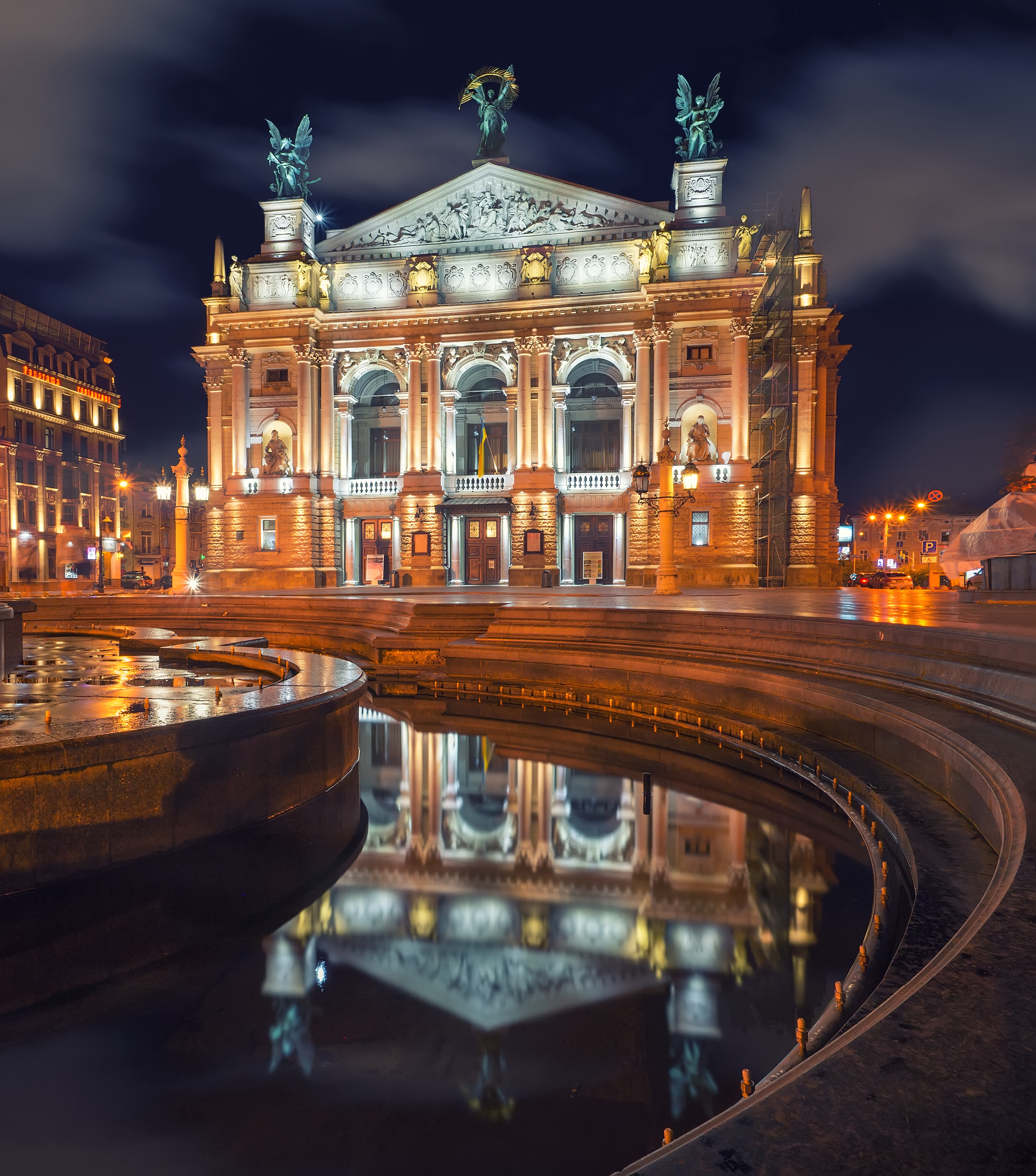
Львівський оперний театр — переможець 2017 року в Україні
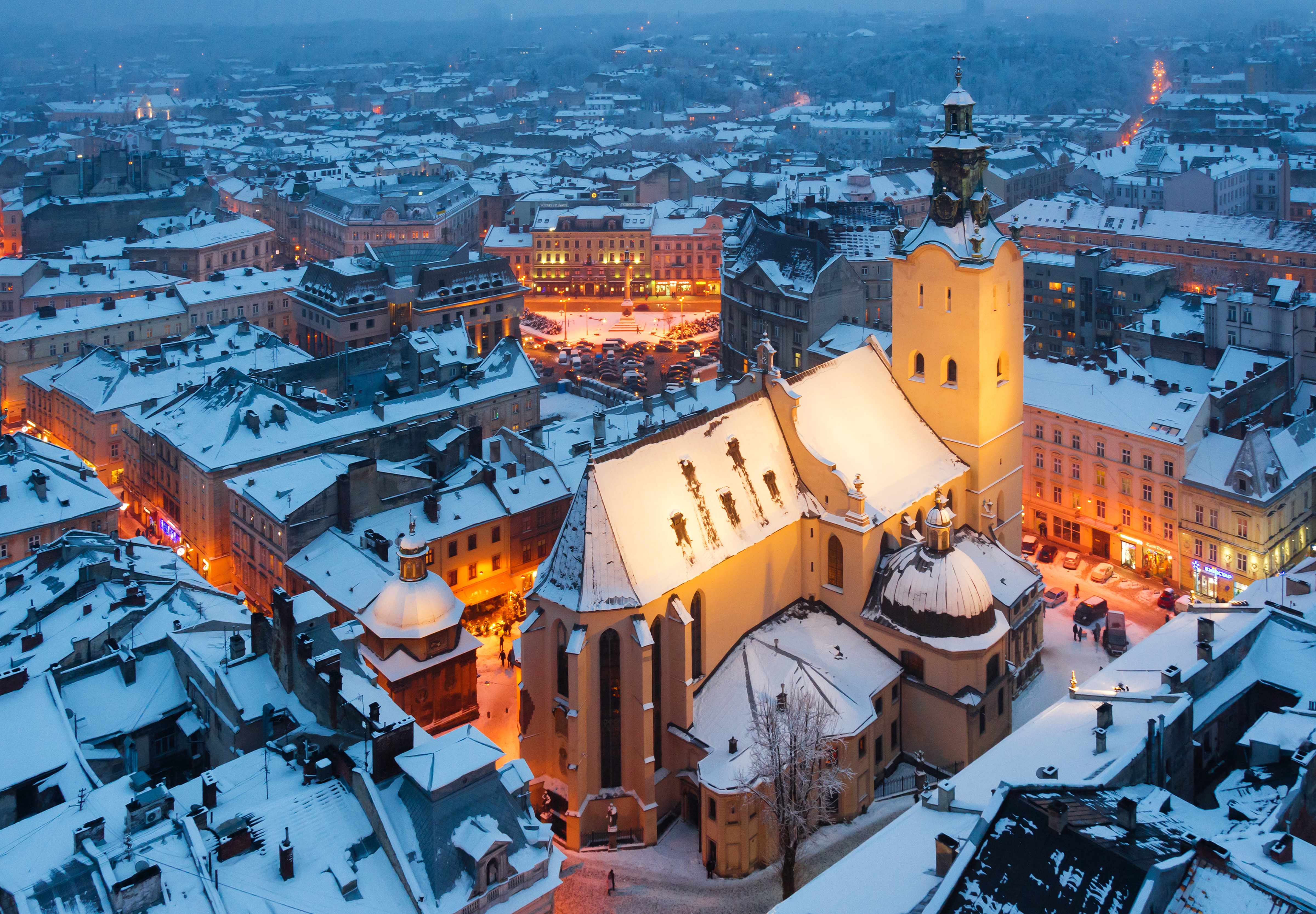
Львівський кафедральний собор — переможець 2018 року в Україні
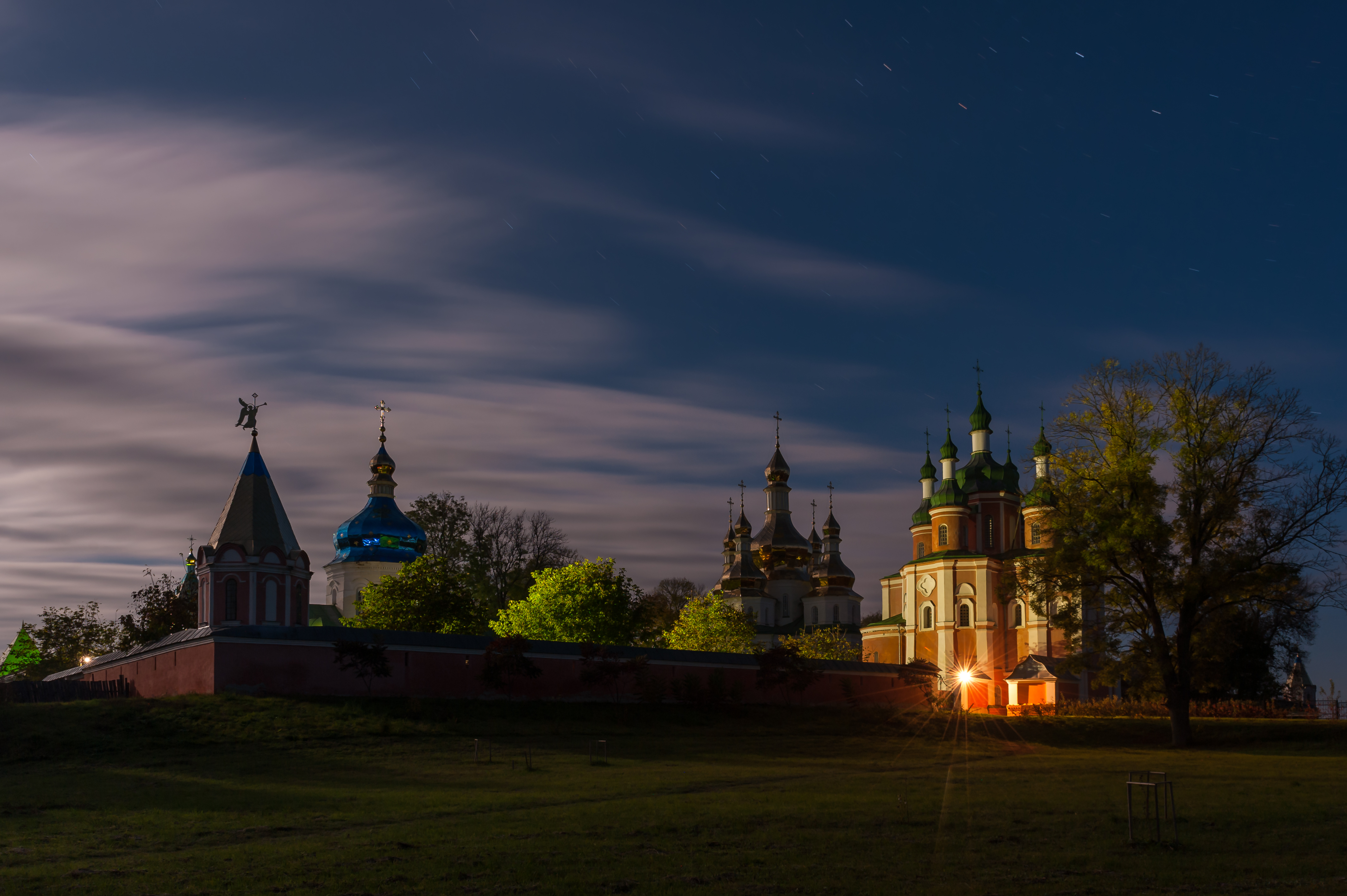
Густинський монастир — переможець 2019 року в Україні
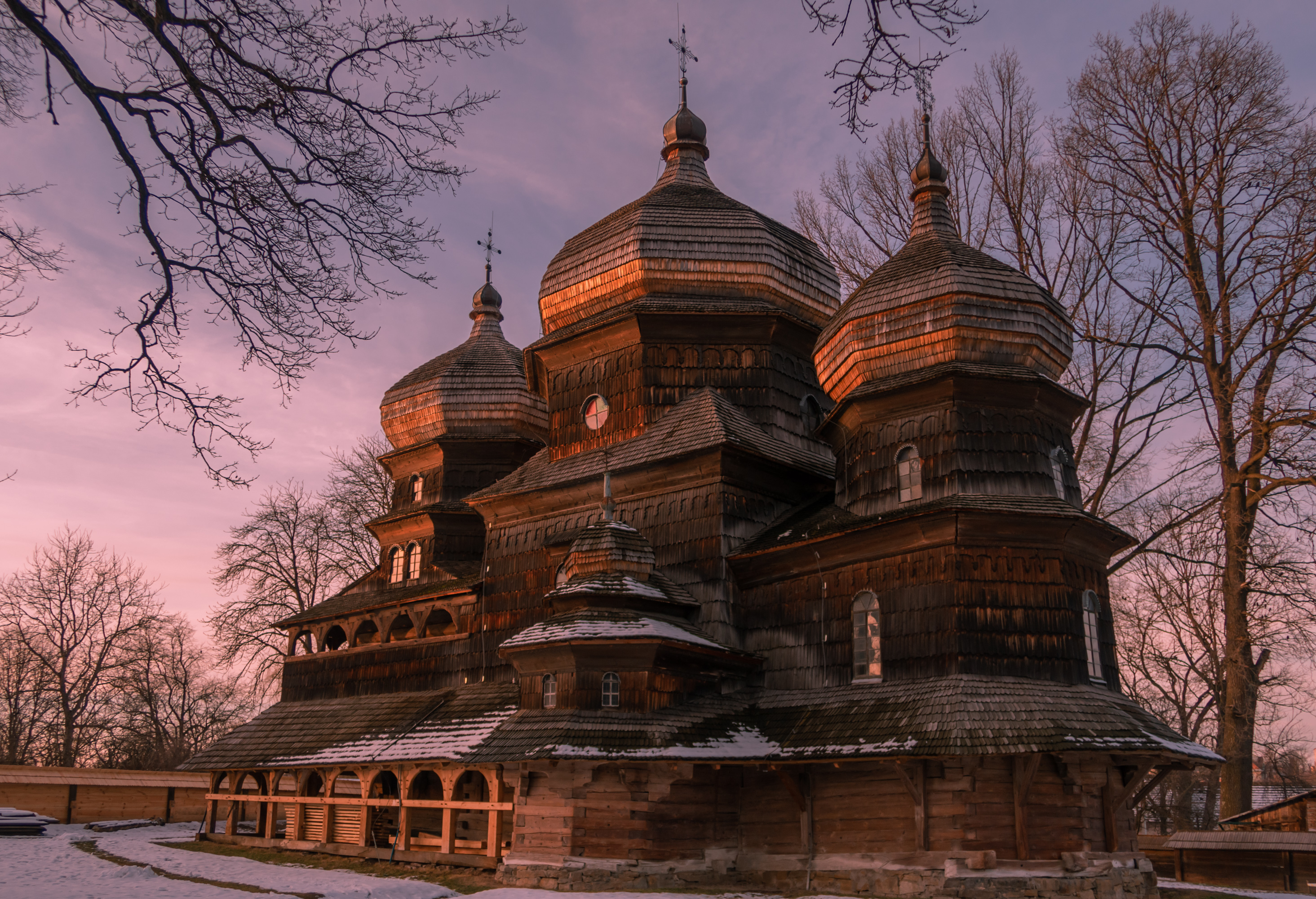
Церква Святого Юрія у місті Дрогобич Львівської області — переможець 2020 року в Україні
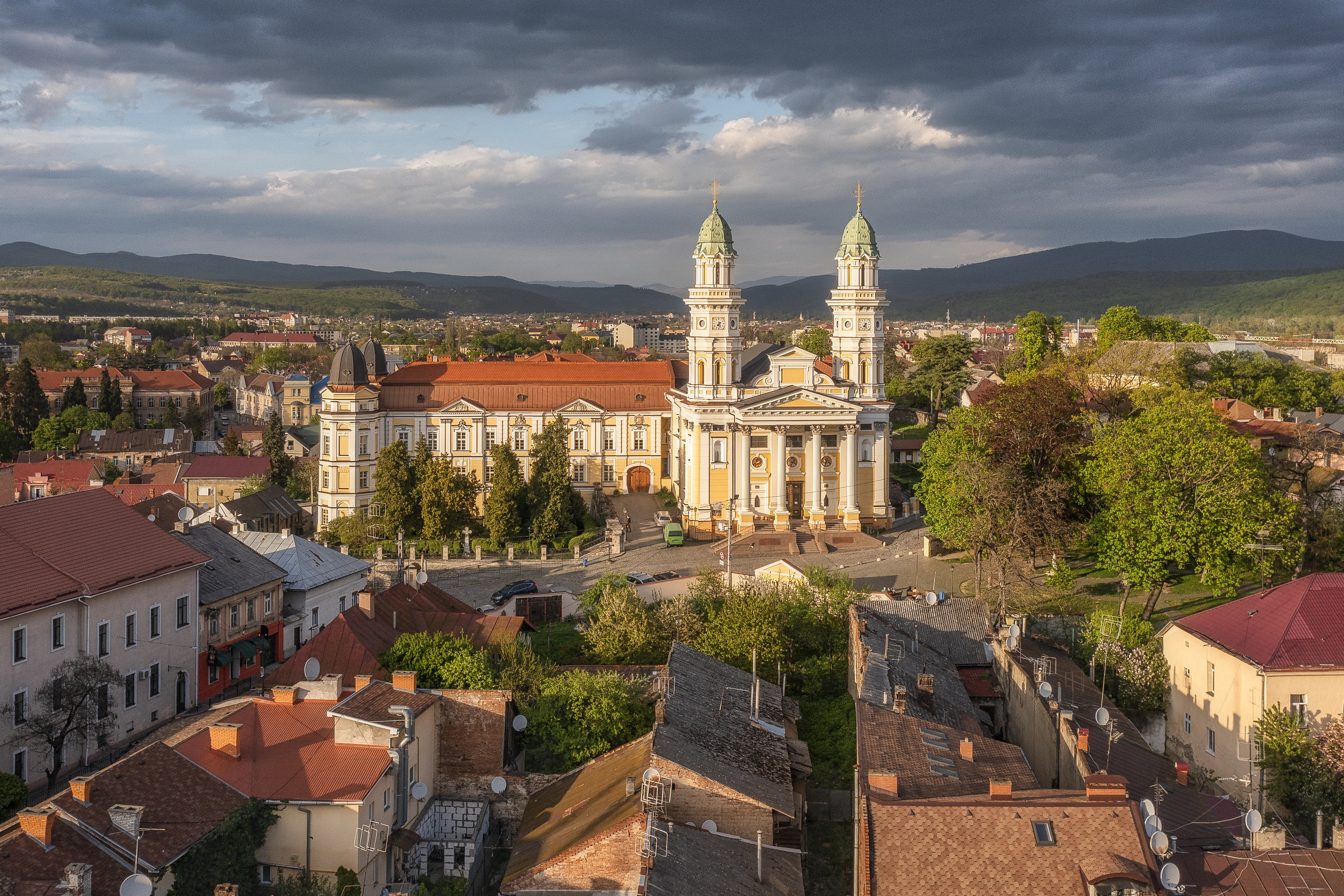
Здвиженський кафедральний собор. Ужгород, Закарпатська область — переможець 2021 року в Україні